# История Корка

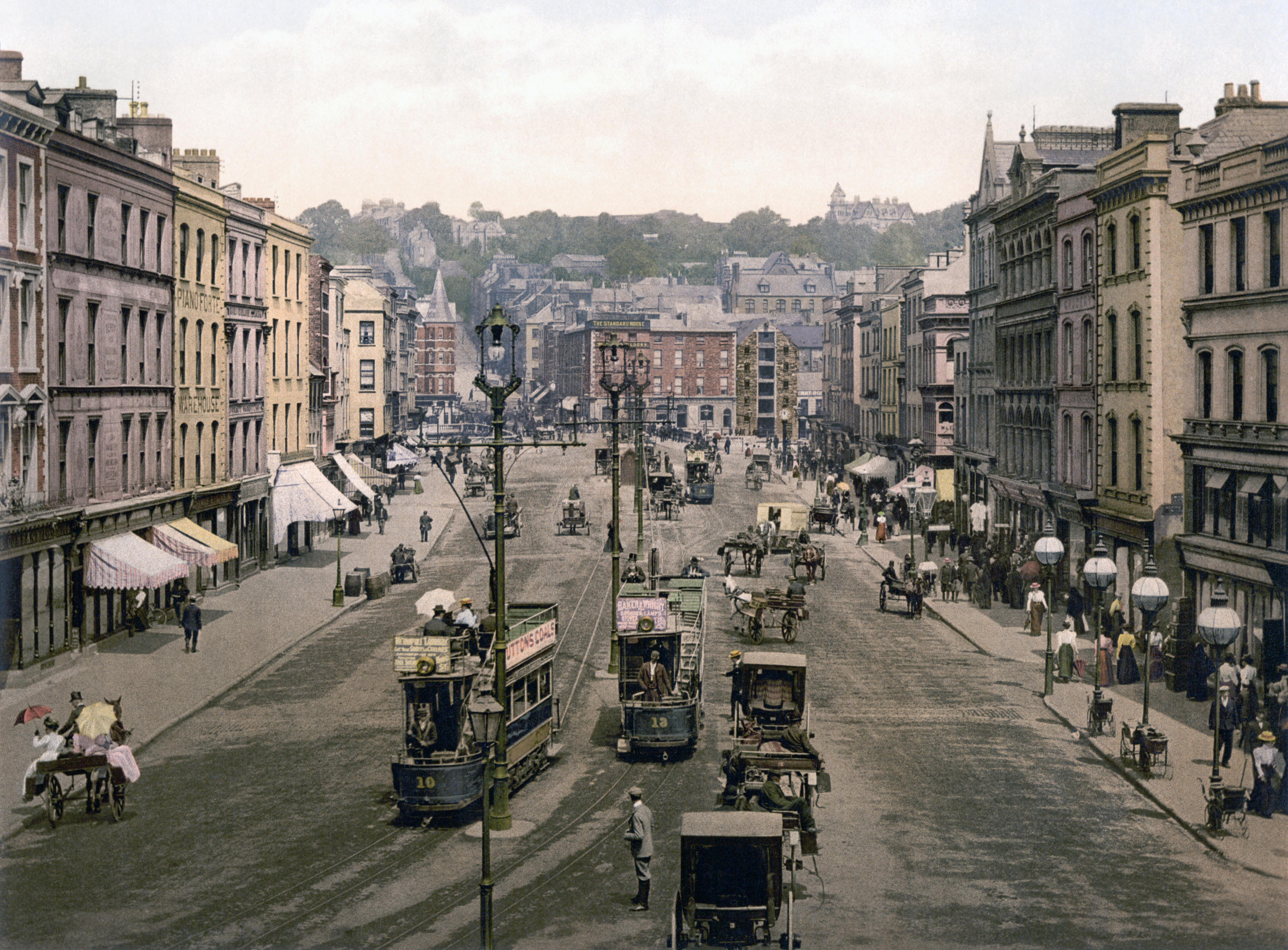
Сент-Патрик-стрит. Фотохром печать 1890—1900 гг.

Город Корк расположен на южном побережье Ирландии. Он является вторым по величине городом в Ирландской Республике после Дублина и третьим по величине на острове Ирландия после Дублина и Белфаста. Корк-Сити — крупнейший город исторической провинции Манстер. Его история восходит к VI веку нашей эры.

## История основания
Корк был основан святым Финбарром в VI веке нашей эры как поселение монахов. Однако предшественник современного города возник лишь между 915 и 922 годами, когда поселенцы-викинги основали торговое сообщество. Вождь викингов Оттир-ярла был особенно знаменит своими набегами и завоеваниями в провинции Манстер. В средневековом ирландском тексте, Cogad Gáedel re Gallaib, повествующем о войне ирландского короля Бриана Бору с викингами, связывается с ним самое раннее викинговское поселение в Корке. Скандинавский этап истории Корка оставил в ирландском народе такие фамилии, как Cotter и Coppinger, характерные для уроженцев города, которые, как утверждается, имеют скандинавское происхождение. В XII веке это поселение было захвачено вторгшимися англо-нормандцами. Скандинавы Корка сражались с пришельцами-норманнами, отправив в 1173 году против них экспедицию из 32 кораблей, которая потерпела поражение в морском сражении. Городская хартия Корка была предоставлена принцем Иоанном Безземельным, будущим королём Англии, в 1185 году. На протяжении веков большая часть города снова и снова восстанавливалась после многочисленных пожаров. Когда-то город был полностью обнесён стеной, от которой сохранилось несколько секций и ворот. Титул мэра Корка был учрежден королевской хартией в 1318 году, а в 1900 году титул был изменён на лорда-мэра.

## Форпост поселенцев

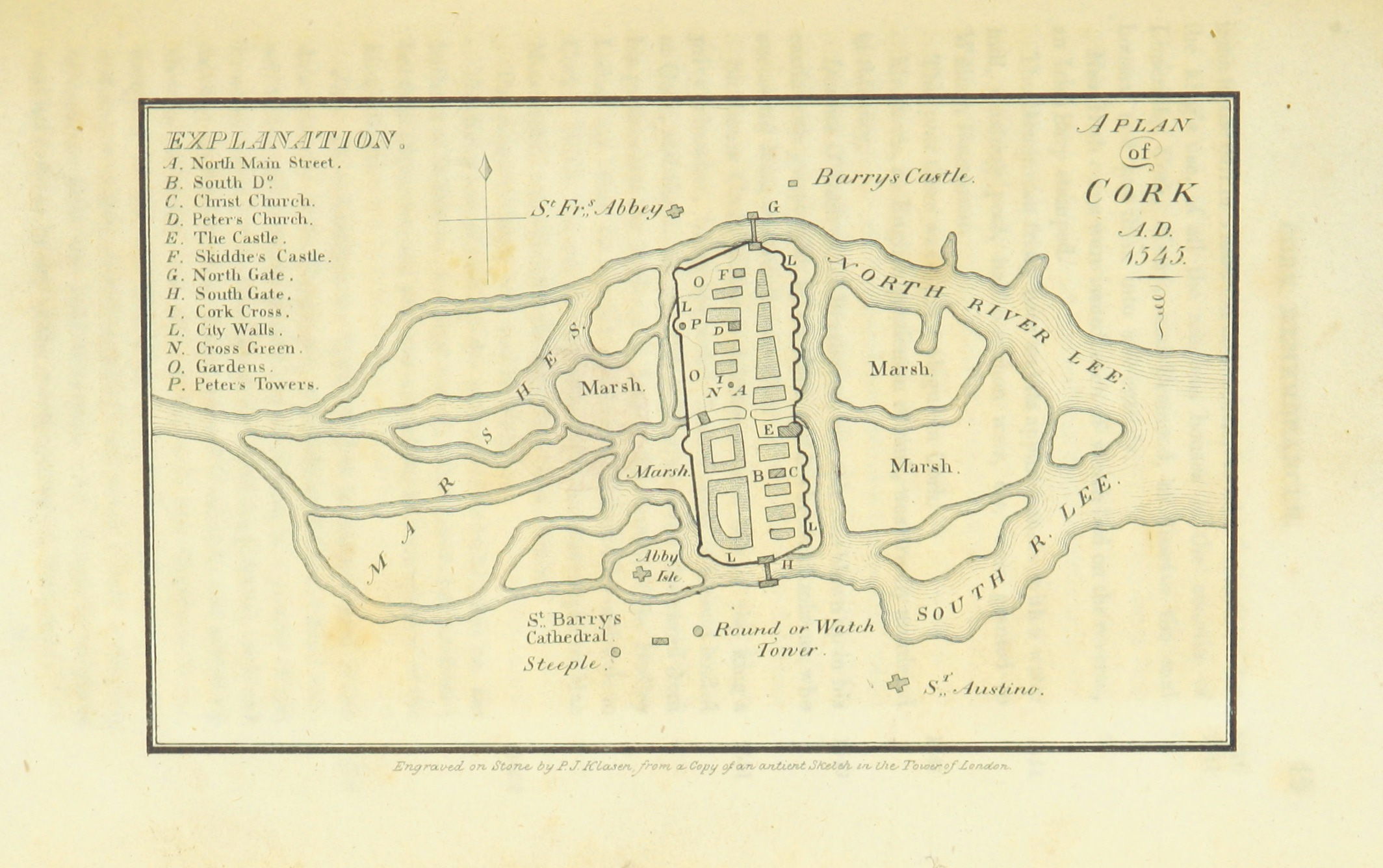
Карта Корка 1545 г.

На протяжении большей части Средневековья город Корк был форпостом «старо-английской» культуры в окружении преимущественно враждебной ему ирландско-гэльской сельской местности и отрезанным от английских властей Пейла вокруг Дублина. Соседние гэльские и ирландско-норманнские лорды вымогали у Корка «чёрную ренту» за то, что они не нападают на город. В муниципальном правительстве Корка доминировали около 12-15 купеческих семей, чье богатство было получено от зарубежной торговли с континентальной Европой, в частности, от экспорта шерсти и шкур и импорта соли, железных изделий и вина.
Средневековое население Корка составляло около 2000 человек. Город сильно пострадал от бубонной чумы в 1349 году, когда после прихода пандемии «Чёрной смерти» умерла почти половина горожан. В 1491 году Корк участвовал в английской войне Алой и Белой розы. Претендент на английский престол Перкин Уорбек, назвавший себя младшим сыном короля Эдуарда IV, высадился в городе и попытался заручиться поддержкой горожан заговора для свержения английского короля Генриха VII. Бывший мэр Корка Джон Этуотер и несколько важных граждан присоединились к мятежу Уорбека. Но после того, как восстание было подавлено, все они были схвачены и казнены. В память об этих событиях Корк получил прозвище «мятежный город».
В описании Корка, изданном в 1577 году, о нём говорится как о «четвертом городе Ирландии», но «настолько изнывающим под бременем злых соседей, этих ирландских преступников, что горожане готовы круглые сутки охранять свои ворота … они не доверяют своему сельскому окружению [и заключают браки только внутри города], так что весь город связан друг с другом родством».

## Религиозные войны

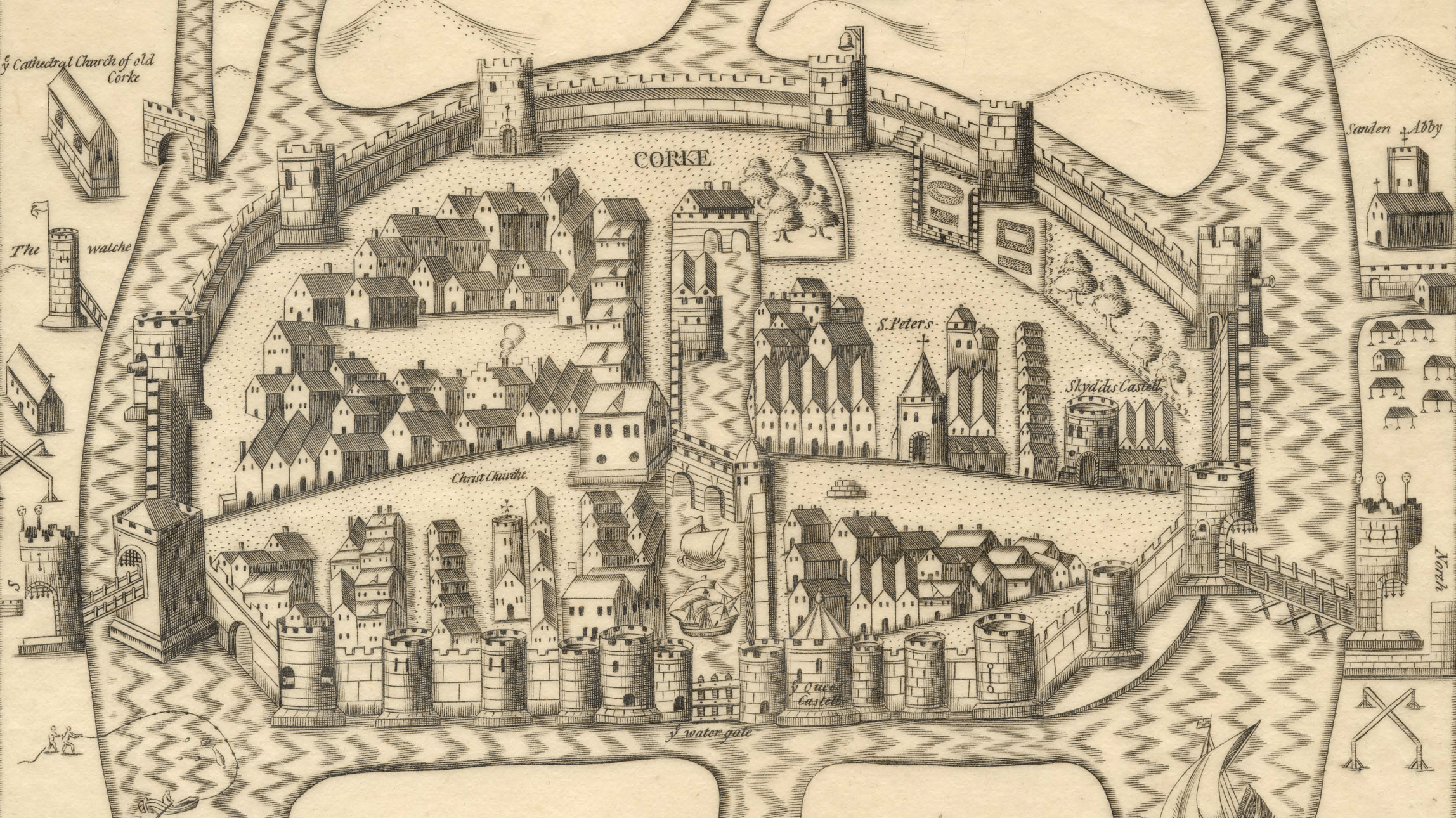
Карта Корка конца XVI—начала XVII веков.
Из Pacata Hibernia Томаса Стаффорда. Стр. 137.

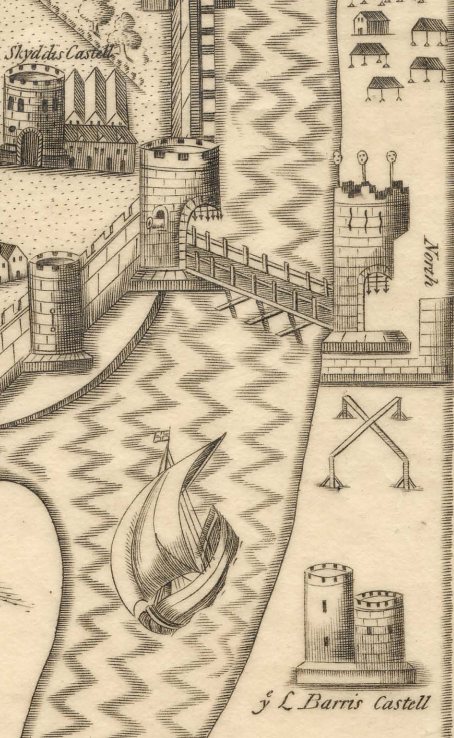
Замок Шандон («Lord Barris Castell») за пределами городских стен к востоку от моста Северных ворот Корка на той же карте.
(Ныне на этом месте театр Фиркин Крайн.)

Характер города изменился после завоевания Ирландии Тюдорами (ок. 1540—1603). В результате этого завоевания английские власти впервые получили контроль над всей Ирландией. В процессе колонизации Ирландии они привезли тысячи английских поселенцев и попытались навязать Ирландии, преимущественно католической стране, протестантскую Англиканскую церковь. Корк пострадал от военных действий, связанных с переходом из рук в руки, особенно во время Второго восстания Десмонда в 1579—1583 годах, когда тысячи сельских жителей бежали в город, чтобы избежать опасности войны, что привело к вспышке бубонной чумы.
Замок Шандон (недалеко от городских стен) стал официальной резиденцией президента Мюнстера в конце шестнадцатого века. Будучи «центром английской администрации» в этом регионе, Корк стоял на стороне Британской Короны в конфликтах того периода, даже после того, как испанский экспедиционный корпус высадился неподалеку от Кинсейла в 1601 году во время Девятилетней войны. Однако ценой, которую граждане требовали за свою лояльность, была терпимость к их католической религии. В 1603 году жители Корка вместе с Уотерфордом и Лимериком восстали, изгнав протестантских священников, заключив в тюрьму английских чиновников, захватив муниципальные арсеналы и потребовав свободы вероисповедания для католиков. Они отказались впустить английскую армию лорда Маунтжоя, когда та двинулась на юг, сославшись на свои хартии двенадцатого века. Маунтжой возразил, что он «отрежет королю Иоанну его хартию короля Якова своим мечом» и арестует зачинщиков, тем самым положив конец восстанию.
В 1641 году Ирландию потрясло очередное восстание. Корк стал оплотом английских протестантов, которые искали там убежище после начала восстания, и оставались в руках протестантов на протяжении последующих 11 лет Войны Ирландской Конфедерации. Неудачная попытка Ирландских конфедератов захватить город в 1642 году была отбита в битве при Лискарролле. В 1644 году Мерроу О’Брайен, граф Инчикуин, командующий английскими войсками в Корке, изгнал горожан-католиков из города. Хотя большинство из них не ушли дальше пригородов города, это было началом протестантского господства в городе, которое продлилось почти два столетия. Население Корка к тому времени составляло около 5000 человек, большинство из которых жили за пределами городских стен.
В 1649—1653 годах Ирландия была повторно завоевана английской парламентской армией под командованием Оливера Кромвеля. В 1648 году Инчикуин ненадолго привёл Корк к союзу с Конфедератами, но в 1650 году под влиянием Роджера Бойля, 1-го графа Оррери гарнизон Корка снова перешёл на сторону английского парламента.
В 1690 году во время Вильямитской войны Корк был осажден и взят английской армией под командованием Джона Черчилля, 1-го герцога Мальборо, воевавшей на стороне вильямитов.

## Корк в XVIII веке

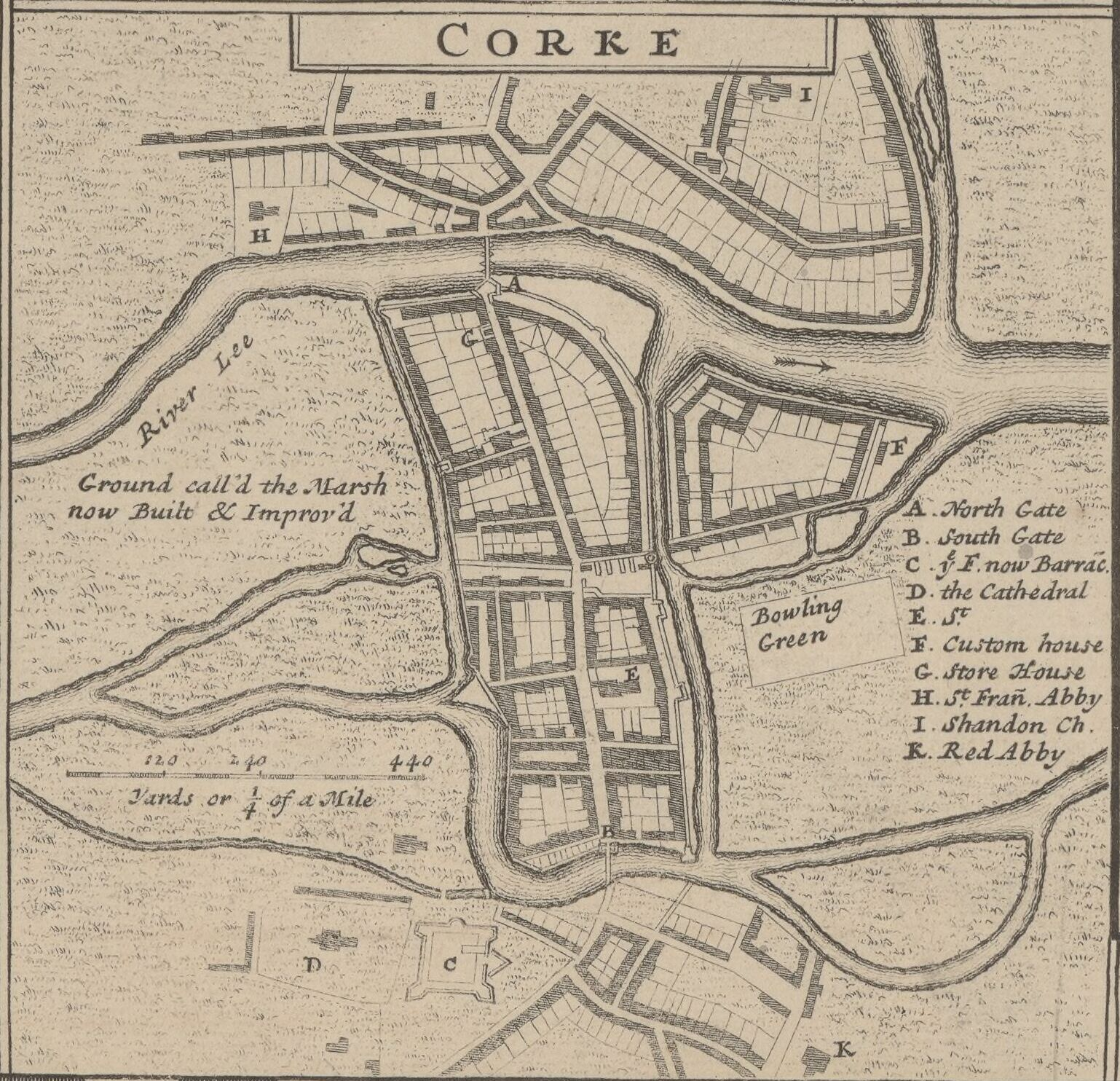
Herman Moll карта Корка начала 18-го века («Corke») с указанием его церквей, аббатств и английских укреплений

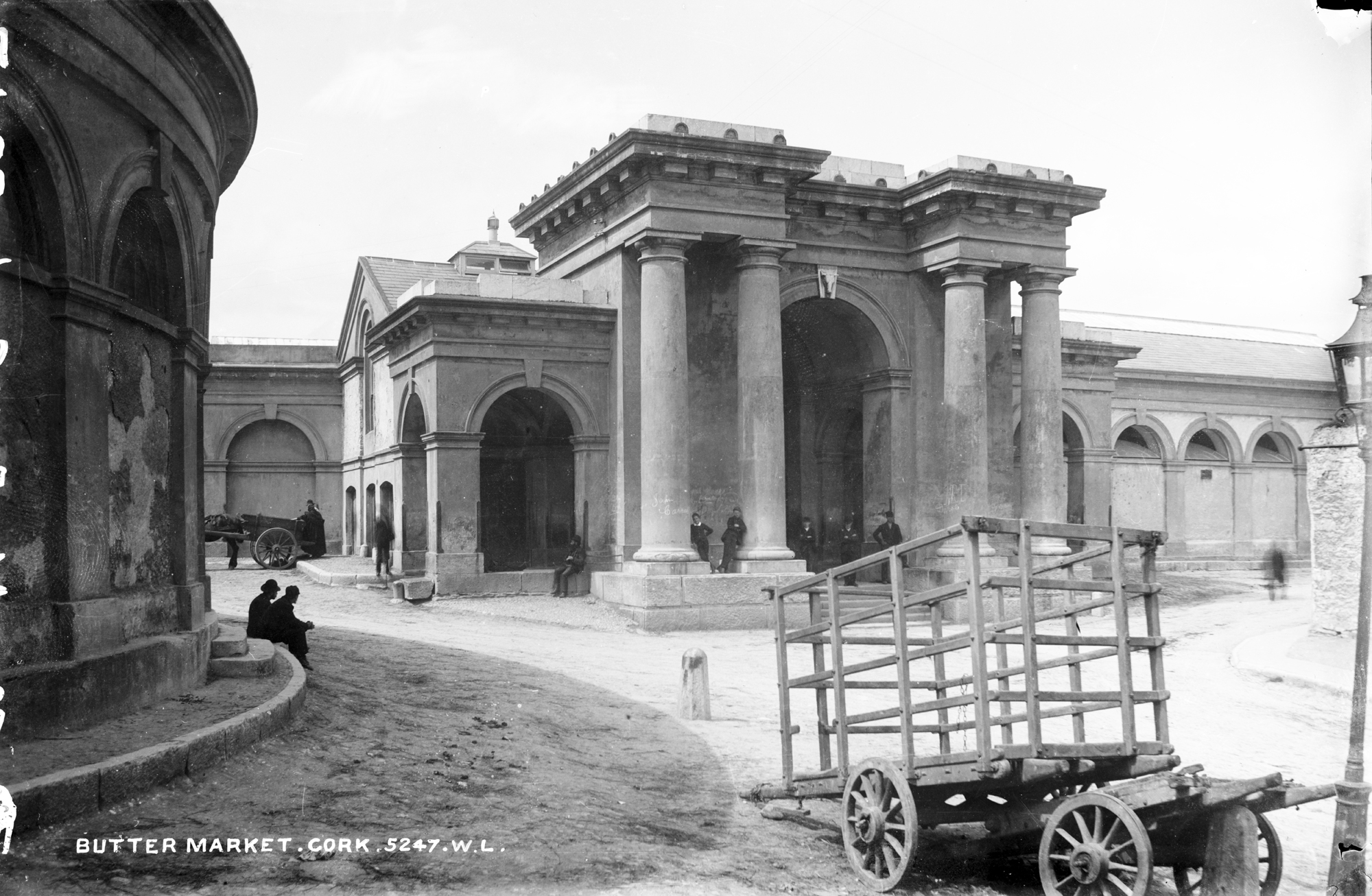
Биржа масла (на фото около 1900 г.) была одной из крупнейших в своем роде в мире

В конце XVII и начале XVIII веков французские протестанты (гугеноты) прибыли в Корк, спасаясь от религиозных преследований со стороны французского короля Людовика XIV. Их влияние до сих пор можно увидеть в топонимах города: квартал Гугенотов (Huguenot Quarter) и Французская церковная улица (French Church Street). Многие новые здания были построены в Корке в XVIII веке. Как и в Дублине, большая часть средневековой архитектуры Корка была заменена неоклассическими георгианской постройками. Примеры этого включают Церковь Христа (1720—1726 гг.), Церковь Святой Анны (1722-26 гг.) И таможню (1724 г.). В восемнадцатом веке торговля в порту Корка значительно расширилась. Купечество Корка экспортировало большое количество масла и говядины в Великобританию, Францию и страны Карибского бассейна.

## Демографический взрыв, голод и эмиграция

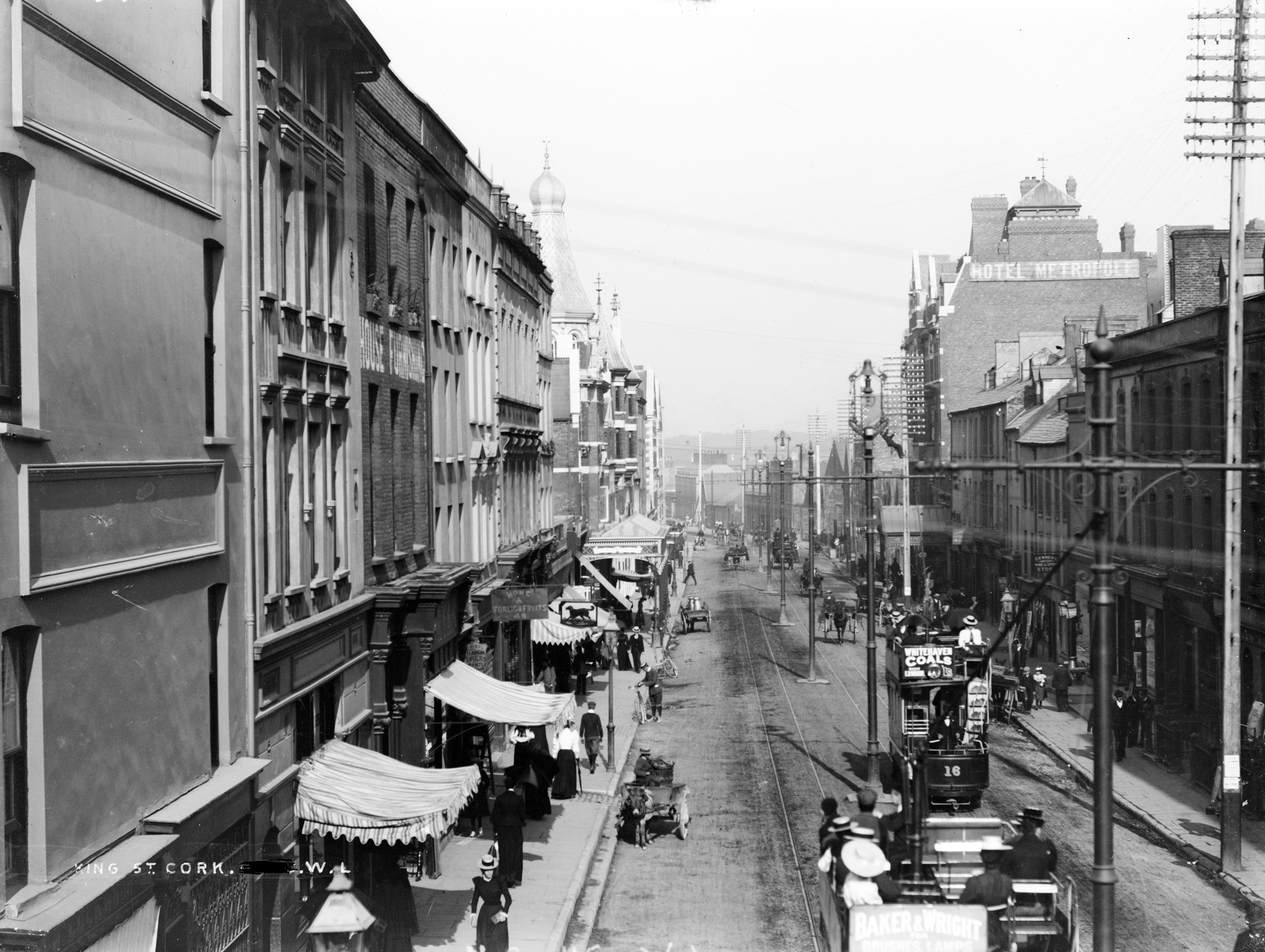
Кинг-стрит, ныне улица МакКертейн, 1900-е годы

В начале XIX века население Корка увеличилось. К середине века в Корке проживало около 80 000 человек. Увеличение произошло из-за массового переселения из сельских районов, откуда люди бежали из-за крайней бедности, а в 1840-х годах резкому увеличению миграции в Корк способствовал ужасный голод 1845—1849. Это привело к крайней бедности и перенаселённости города в том столетии. Другим следствием этого притока стало изменение конфессионального характера города, который снова стал преимущественно католическим.
Однако в конце XIX века население Корка немного сократилось из-за эмиграции, в основном в Великобританию или Северную Америку. В 1825 году более 1800 ирландских жителей покинули Корк, чтобы эмигрировать в Питерборо в провинции Онтарио в Канаде, при содействии Питера Робинсона, который организовал систему переселения под эгидой британского правительства. Это привело к тому, что район, известный как «Равнины Скотта», был переименован в «Питерборо», как дань благодарности Питеру Робинсону. Корк, а также близлежащий Коб стали основными пунктами отправления ирландских эмигрантов, которые в большом количестве покинули страну после Великого ирландского голода 1840-х годов.
В течение XIX и начала XX века важными отраслями промышленности в Корке были пивоварение, производство виски, обработка шерсти и судостроение. Кроме того, были некоторые муниципальные улучшения, такие как газовое освещение уличных фонарей в 1825 году, две местные газеты, Cork Constitution, издаваемая с 1823 года, и Cork Examiner, впервые опубликованная в 1841 г., и, что очень важно для развития современной промышленности, железная дорога достигла Корка в 1849 году. Также в том же 1849 году открылся Университетский колледж Корка.
Многое из архитектуры XIX века все ещё можно увидеть во многих районах города, например, в нео-георгианских и викторианских зданиях, в которых сейчас расположены банки и универмаги. Влияние на город викторианской эпохи заметно в таких географических названиях, как Виктория-Кросс (в честь королевы Виктории), Альберт-Куэй (в честь принца Альберта), Аделаида-стрит (в честь королевы Аделаиды) и госпиталь Виктория на Олд-Блэкрок-роуд.
С XIX века Корк стал важным центром ирландского национализма. Город широко поддержал Ирландское самоуправление и Ирландскую парламентскую партию, и с 1910 года стал оплотом диссидента ирландского национального движения Уильяма О’Брайена и его All-for-Ireland-League. О’Брайен основал третью местную газету Cork Free Press.

## Война за независимость
После начала Первой мировой войны в 1914 году многие из Национальных добровольцев Корка записались на службу в Королевские мюнстерские стрелки, понеся тяжелые потери как в Галлиполи, так и на Западном фронте. В период 1916—1923 годов Корк был втянут в конфликт между ирландскими националистами и британским властями в Ирландии. Беспорядки этого периода в конечном итоге привели к частичной независимости Ирландии для 26 из 32 ирландских графств в 1922 году, а также к ожесточенной гражданской войне между ирландскими националистическими группировками в 1922—23 годах.
В 1916 году во время Пасхального восстания до 1000 ирландских добровольцев были мобилизованы в Корке для участия в вооруженном мятеже против британского правления, однако они были рассеяны, не оказав сопротивления. Однако во время последующей войны за независимость 1919—1921 годов Корк стал ареной большого кровопролития.

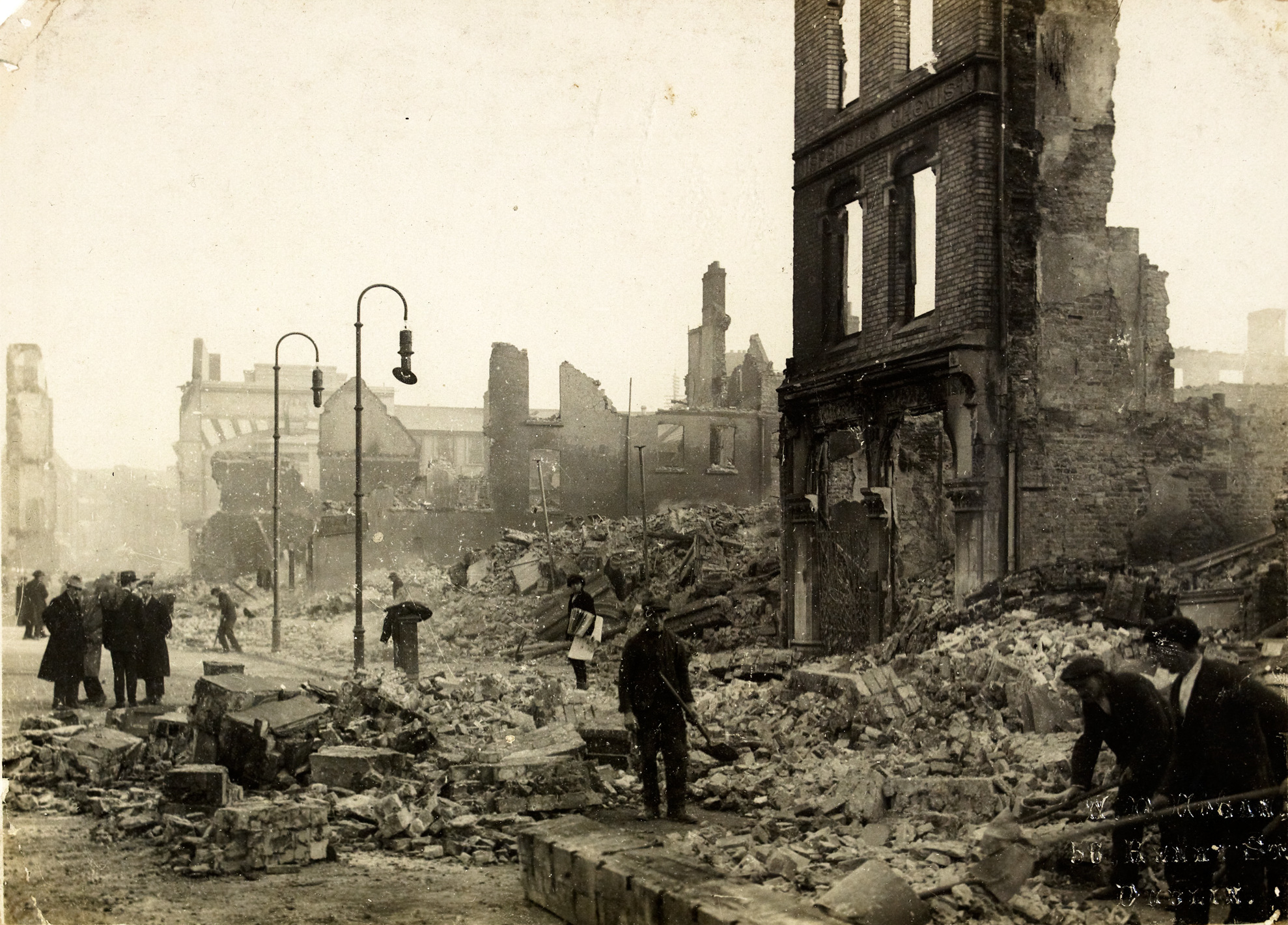
Последствия «сожжения Корка» в декабре 1920 года

В частности, город пострадал от действий «чёрно-пегих» — военизированной полиции, созданной для помощи Королевской полиции Ирландии в борьбе с Ирландской республиканской армией. 20 марта 1920 года лорд-мэр Корка от партии Шинн Фейн Томас МакКертейн был застрелен полицейскими на глазах у его жены в своем собственном доме. Его преемник на посту мэра Теренс Максвини был арестован в августе 1920 года и умер во время голодовки в октябре того же года. 11 декабря центр города полностью выгорел после того, как его подожгли чёрно-пегие в отместку за нападения ИРА. Более 300 зданий были разрушены, а двое подозреваемых в принадлежности к ИРА были застрелены в своих кроватях этой ночью вооружёнными британцами. Однако это преступление не остановило деятельность ИРА в городе. Нападения и репрессии продолжались в городе до тех пор, пока боевые действия не были прекращены перемирием, заключенным в июле 1921 года.
Ещё одним весьма спорным аспектом Войны за независимость в Корке был расстрел осведомителей. Историки, такие как Питер Харт писали, что ИРА преследовала протестантов и бывших солдат, рассматривая их представителей «врагов», причем жертвы среди них избирались случайным образом. В книге Джерарда Мерфи «Год исчезновений» число протестантов, убитых в Корке, оценивается как 73 человека. Этот тезис оспаривается другими учеными, такими как Джон Боргоново, которые пишут, что их исследования показывают, что известны всего 30 или около того подтвержденных гражданских жертв ИРА в Корке, которые, по-видимому, стали мишенью, потому что ИРА считала, что они осведомители британцев.

## Гражданская война
Местные подразделения ИРА, по большей части, не приняли Англо-ирландский договор о прекращении войны, и в конечном счёте отвергли власть только что созданного Ирландского свободного государства. В начале 1922 года после вывода британских войск они заняли военные казармы в Корке и его окрестностях. К июлю 1922 года, когда разразилась Гражданская война в Ирландии, Корк удерживался силами, выступающими против Договора, как часть самопровозглашенной Мюнстерской республики, призванной стать началом для утверждения Объединённой Ирландской Республики, упразднённой договором с Англией.
Однако в августе 1922 года Корк был взят поддерживающей Договор Национальной армией в ходе атаки с моря. Силы Свободного государства высадились в соседнем городке Пассидж-Уэст с 450 солдатами и несколькими артиллерийскими орудиями. В течение трёх дней шли бои с ИРА, выступавшей против Договора и противостоявшей продвижению Национальной армии в город, на холмах вокруг Дугласа и Рочестауна. В результате около 20 человек были убиты и около 60 ранены. Однако плохо вооруженные силы противников Договора не устояли в самом Корке и рассеялись после спорадических боев, но подожгли несколько зданий и казармы, которые до этого удерживали (например, в Форт Элизабет и Казармы Коллинза).
Впоследствии ИРА вернулась к партизанской войне и начала разрушать все дороги и мосты, соединяющие Корк с остальной частью страны. 22 августа 1922 года в засаде ИРА в Бил-на-Блате к западу от города был убит Майкл Коллинз, главнокомандующий Национальной армией.
Партизанская война бушевала в окрестностях Корка до апреля 1923 года, когда противники Договора объявили о прекращении огня и сложили оружие. В городе были нападения на войска Свободного государства, но они не достигали масштабов кампании против британских войск в 1919—1921 годах.

## Корк в конце XX века

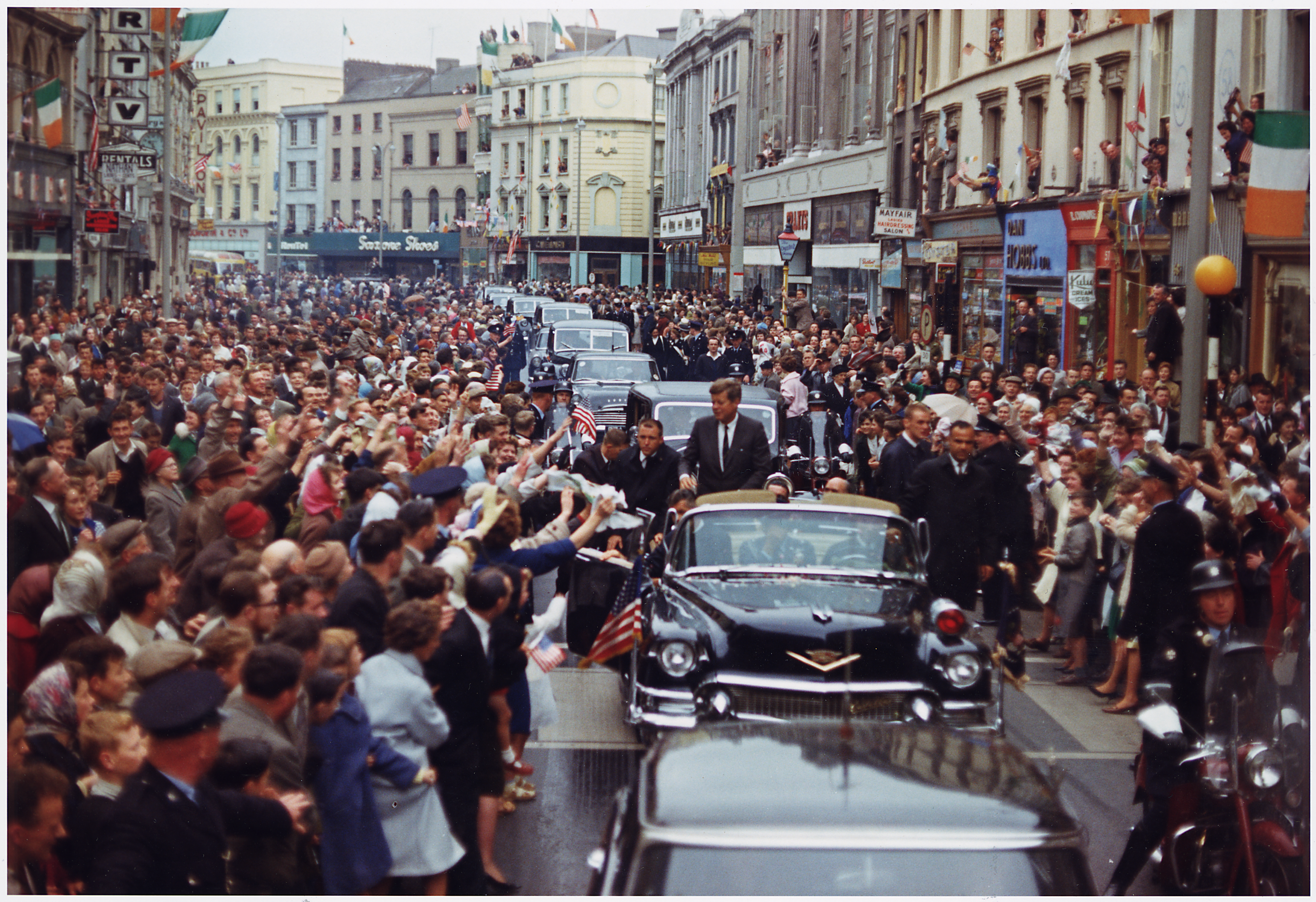
Ирландцы приветствуют президента США Джона Ф. Кеннеди в Корке в июне 1963 года

В период после обретения независимости Корк был признан вторым городом Ирландской Республики. Он произвел на свет ряд политических лидеров, в частности Джека Линча, который стал Taoiseach (премьер-министром Ирландии) в 1960-х годах. Жители полушутя называют Корк «настоящей столицей» («real capital»).
Трущобы в центральной части города были расчищены муниципальными властями с 1920-х годов, а их жители были переселены в жилые комплексы на периферии города, особенно в его северной части. Экономика Корка пережила спад в конце XX века, когда старые обрабатывающие производства в Корке пришли в упадок. Автомобильный завод «Ford», как и шинный завод «Dunlop», закрылись в 1984 году. Судостроение в Корке также прекратилось в 1980-х годах. В результате этих закрытий безработица в Корке в 1980-х годах была высокой.
Однако в 1990-х годах в Корк пришли новые отрасли промышленности. Например, коммерческий парк «Марина» был построен на месте старых заводов «Данлоп» и «Форд», а Бизнес-парк аэропорта Корк впервые открылся в 1999 году. Корк, как и другие города Ирландии, в некоторой степени выиграл от экономического бума «кельтских тигров» благодаря росту таких отраслей, как информационные технологии, фармацевтика, пивоварение, дистилляция и пищевая промышленность. Порт Корк также является оживлённым и важным транспортным и логистическим узлом. В XXI веке туризм приобрел экономическое значение, и Корк был назван Культурной столицей Европы 2005 года.